# Liste der Einträge im National Register of Historic Places im Iron County (Missouri)

Lage des Iron County in Missouri

Die Liste der Einträge im National Register of Historic Places im Iron County in Missouri führt die Bauwerke und historischen Stätten im Iron County auf, die in das National Register of Historic Places aufgenommen wurden.

## Legende
| NRHP | Historic Place    |
| HD   | Historic District |

## Aktuelle Einträge
| [ 3 ] | Name                                               | Bild                                               | Eintragsdatum        | Lage                                                                         | Ort        | Beschreibung |
| ----- | -------------------------------------------------- | -------------------------------------------------- | -------------------- | ---------------------------------------------------------------------------- | ---------- | ------------ |
| 1     | Fort Davidson                                      | Fort Davidson                                      | 1970 ID-Nr. 70000332 | MO 21 37° 37′ 45″ N, 90° 38′ 24″ W                                           | Pilot Knob |              |
| 2     | Immanuel Evangelical Lutheran Church               | Immanuel Evangelical Lutheran Church               | 1979 ID-Nr. 79001364 | Palmer Street Ecke Zeigler Street 37° 37′ 34″ N, 90° 38′ 29″ W               | Pilot Knob |              |
| 3     | Iron County Courthouse Buildings                   | Iron County Courthouse Buildings                   | 1979 ID-Nr. 79001363 | Courthouse Square und 220 South Shepherd Street 37° 35′ 52″ N, 90° 37′ 41″ W | Ironton    |              |
| 4     | St. Paul's Episcopal Church                        | St. Paul's Episcopal Church                        | 1969 ID-Nr. 69000107 | Knob Street Ecke Reynolds Street 37° 35′ 59″ N, 90° 37′ 36″ W                | Ironton    |              |
| 5     | Ursuline Academy-Arcadia College Historic District | Ursuline Academy-Arcadia College Historic District | 1998 ID-Nr. 98000816 | Maine Street Ecke Maple Street 37° 34′ 57″ N, 90° 37′ 48″ W                  | Arcadia    |              |